# Шушковское
Шушковское — озеро в левобережье реки Великая в Себежском районе Псковской области.

## Описание
Площадь — 0,28 км². Максимальная глубина — 7 м, средняя глубина — 5 м. Площадь водосбора 0,63 км².
Сточное. Соединено протокой с озером Кицковское.
Дно в центре имеет плотный ил, в литорали — песок, заиленный песок, есть небольшие сплавины. Зарастает умеренно.
Тип озера плотвично-окунёвый. В озере обитают рыбы: плотва, окунь, щука, ёрш, густера, красноперка, карась, линь, вьюн.
На берегах озера расположены деревни Шушково, Кицково.